# Marco (moeda)
O marco era uma moeda ou unidade de conta em muitos estados. É nomeado para a unidade de marco de peso. A palavra marco vem da fusão de três palavras germânicas, latinizadas no latim pós-clássico do século IX como marco, marcha, marha ou marcus. Era uma medida de peso principalmente para ouro e prata, comumente usada em toda a Europa e muitas vezes equivalente a 8 onças troy (250 g). Variações consideráveis, no entanto, ocorreram ao longo da Idade Média. 
A partir de 2022, a única moeda circulante denominada "mark" é a marco conversível da Bósnia e Herzegovina.

## Lista de moedas com o nome "mark" ou similar
"Mark" pode se referir:
- para uma das seguintes moedas alemãs históricas:
  - Desde o século XI: a Kölner Mark, usada no Eleitorado de Colônia;
  - 1319: o Sundische Mark, cunhado e usado pela cidade hanseática de Stralsund, no norte da Alemanha, e várias cidades da Pomerânia;
  - 1502: o Lübische Mark, uma cunhagem uniforme para as cidades hanseáticas Wends (Germania Slavica) de Lübeck, Hamburgo, Wismar, Lüneburg, Rostock, Stralsund, Anklam, entre outras, que se juntaram à Wends Coinage Union (Wendischer Münzverein);
  - 1502: o Courant Mark, uma cunhagem uniforme nas cidades hanseáticas do norte da Alemanha, parte da Wends Coinage Union (Wendischer Münzverein) e precursora do Reichsmark e do Deutsche Mark;
  - 1619–1873: a marco banco de Hamburgo;
  - 1873–1914: o marco de ouro alemão, a moeda do Império Alemão;
  - 1914–1923: o Papiermark alemão;
  - 1923–1948: Rentenmark alemão;
  - 1924–1948: o Reichsmark alemão;
  - 1944–1948: a marco militar das forças de ocupação aliadas;
  - 1947: a marco Saar;
  - 1948–1990: o marco da Alemanha Oriental;
  - 1948–2002: o marco alemão, também chamado de Deutsche Mark ou D-Mark, e abreviado DM;
- ou para uma das outras moedas históricas a seguir:
  - os escoceses merk, uma moeda de prata escocesa do início da era moderna;
  - o marco sueco, cunhado entre 1532 e 1776, mas usado como unidade de contagem desde a época medieval;
  - 1860–2002: o markka finlandês;
  - 1884–1911: a marco da Nova Guiné;
  - 1884–1915: o marco alemão do sudoeste africano;
  - 1916–1918: a marco do Sudoeste Africano;
  - 1917–1924: a marco polonesa;
  - 1918–1927: o marco estoniano;
- ou, desde 1998, ao marco conversível da Bósnia e Herzegovina.